# Leonid Polterovich
Leonid Polterovich (em russo:  Леонид В. Полтерович; em hebraico:  ליאוניד פולטרוביץ; Moscou, 30 de agosto de 1963) é um matemático Israelense de origem russa, que trabalha com geometria simplética e sistemas dinâmicos.
Polterovich estudou a partir de 1979 na Universidade Estatal de Moscou, obtendo o bacharelado em mecânica em 1984. Obteve um doutorado em matemática em 1990 na Universidade de Tel Aviv, orientado por Yakov Sinai e Vitali Milman, com a tese Topology Invariants of Lagrange Embeddings and Hamiltonian Dynamics.
Recebeu o Prêmio EMS de 1996. Foi palestrante convidado do Congresso Internacional de Matemáticos em Berlim (1998: Geometry on the group of Hamiltonian Diffeomorphisms). Recebeu o Prêmio Erdős de 1998. Em 2016 apresentou uma palestra plenária no Congresso Europeu de Matemática em Berlin (Symplectic rigidity and quantum mechanics).

## Obras
- The geometry of the group of symplectic diffeomorphisms. Birkhäuser 2001.
- com Dusa McDuff: Symplectic packings and algebraic geometry. With an appendix by Yael Karshon. Invent. Math. 115 (1994), no. 3, 405–434.
- com M. Bialy: Geodesics of Hofer's metric on the group of Hamiltonian diffeomorphisms. Duke Math. J. 76 (1994), no. 1, 273–292.
- com F. Lalonde, D. McDuff: Topological rigidity of Hamiltonian loops and quantum homology. Invent. Math. 135 (1999), no. 2, 369–385.
- com M. Entov: Calabi quasimorphism and quantum homology. Int. Math. Res. Not. 2003, no. 30, 1635–1676.
- com Paul Biran, Dietmar Arno Salamon: Propagation in Hamiltonian dynamics and relative symplectic homology. Duke Math. J. 119 (2003), no. 1, 65–118.
- com M. Entov: Rigid subsets of symplectic manifolds. Compos. Math. 145 (2009), no. 3, 773–826.